# Amarelo Manga (trilha sonora)
Trilha sonora feita por Jorge Du Peixe em conjunto com Lúcio Maia, trazendo várias participações.

## Faixas
1. Defunkt (Lúcio Maia/Jorge Du Peixe/Pupillo/Jr. Areia)
2. Acordando (Lúcio Maia/Jorge Du Peixe/Ganja Man)
3. Dollywood (Lúcio Maia e Jr. Areia)
4. Tempo Amarelo (Nação Zumbi)
5. A Entidade (Lúcio Maia e Jorge du Peixe)
6. Lígia (Fred Zero Quatro)
7. Kanibal (Lúcio Maia e Fernando Catatau)
8. Gafieira no Avenida (Lúcio Maia/Jorge Du Peixe/Jr. Areia)
9. ...E o Boi Deitou (Lúcio Maia)
10. Amarelo Manga (Otto/BNegão/Apolo 9)
11. Nebuliza (João Carlos/Ganja Man/Daniel Bózio)
12. O Fim (Lúcio Maia)